# جاستن كليمنس
جاستن كليمنس (بالإنجليزية: Justin Clemens) هو مترجم وفيلسوف أسترالي، ولد في 22 أبريل 1969.